# Galbella perroti
Galbella perroti es una especie de escarabajo del género Galbella, familia Buprestidae. Fue descrita científicamente por Descarpentries & Villiers en 1964.